# Легка атлетика на літніх Олімпійських іграх 2008
Змагання з легкої атлетики на літніх Олімпійських іграх 2008 були проведені 15-24 серпня в Пекіні на Національному стадіоні.
Олімпійські чемпіони зі спортивної ходьби та марафонського бігу визначались на шосейних трасах, прокладених вулицями міста.
Вперше в олімпійській легкоатлетичній програмі був представлений жіночий біг на 3000 метрів з перешкодами.

## Призери

### Чоловіки
| Дисципліни                              | Золото | Золото           | Срібло | Срібло           | Бронза                                                                 | Бронза           |
| --------------------------------------- | --- | ---------------- | --- | ---------------- | ---------------------------------------------------------------------- | ---------------- |
| 100 метрів (вітер: 0,0 м/с)             | Усейн Болт · Ямайка | 9,69 WR          | Річард Томпсон · Тринідад і Тобаго                                                                              | 9,89             | Волтер Дікс · США                                                      | 9,91             |
| 200 метрів (вітер: -0,9 м/с)            | Усейн Болт · Ямайка | 19,30 WR         | Шон Кроуфорд · США                                                                                              | 19,96            | Волтер Дікс · США                                                      | 19,98            |
| 400 метрів                              | Лашон Меррітт · США | 43,75            | Джеремі Ворінер · США                                                                                           | 44,74            | Девід Невілл · США                                                     | 44,80            |
| 800 метрів                              | Вілфред Бунґеї · Кенія                                                                                                   | 1.44,65          | Ісмаїл Ахмед Ісмаїл · Судан                                                                                     | 1.44,70          | Алфред Кірва Єго · Кенія                                               | 1.44,82          |
| 1500 метрів                             | Асбел Кіпроп · Кенія | 3.33,11          | Нік Вілліс · Нова Зеландія                                                                                      | 3.34,16          | Меді Баала · Франція                                                   | 3.34,22          |
| 5000 метрів                             | Кененіса Бекеле · Ефіопія                                                                                                | 12.57,82 OR      | Еліуд Кіпчоґе · Кенія                                                                                           | 13.02,80         | Едвін Сої · Кенія                                                      | 13.06,22         |
| 10000 метрів                            | Кененіса Бекеле · Ефіопія                                                                                                | 27.01,17 OR      | Сілеші Сігіне · Ефіопія                                                                                         | 27.02,77         | Міка Коґо · Кенія                                                      | 27.04,11         |
| 110 метрів з бар'єрами (вітер: 0,1 м/с) | Дайрон Роблес · Куба | 12,93            | Девід Пейн · США                                                                                                | 13,17            | Девід Олівер · США                                                     | 13,18            |
| 400 метрів з бар'єрами                  | Енджело Тейлор · США | 47,25            | Керрон Клемент · США                                                                                            | 47,98            | Бершон Джексон · США                                                   | 48,06            |
| 3000 метрів з перешкодами               | Брімін Кіпруто · Кенія                                                                                                   | 8.10,34          | Маєдін Мекіссі-Бенаббад · Франція                                                                               | 8.10,49          | Річард Матілонґ · Кенія                                                | 8.11,01          |
| 4×100 метрів                            | Тринідад і Тобаго Кестон Бледмен Марк Бернз Еммануель Калландер Річард Томпсон Аарон Армстронг (забіг)                   | 38,06            | Японія Наокі Цукахара Сінґо Суецуґу Сіндзі Такахіра Нобухару Асахара                                            | 38,15            | Бразилія Вісенте Ліма Сандро Віана Бруно де Барруш Жозе Карлуш Морейра | 38,24            |
| 4×400 метрів                            | США · Лашон Меррітт · Енджело Тейлор · Девід Невілл · Джеремі Ворінер · Керрон Клемент (забіг) · Реджі Вітерспун (забіг) | 2.55,39 OR       | Багамські Острови Андретті Бейн Майкл Метью Ендрей Вільямс Кріс Браун Евард Монкер (забіг) Рамон Міллер (забіг) | 2.58,03          | Велика Британія Мартін Руні Ендрю Стіл Роберт Тобін Майкл Бінем        | 2.58,51          |
|                                         | |                  | |                  |                                                                        |                  |
| Марафон                                 | Семюел Ванджиру · Кенія                                                                                                  | 2:06.32 OR       | Джауад Гаріб · Марокко                                                                                          | 2:07.16          | Цеґає Кебеде · Ефіопія                                                 | 2:10.00          |
| Ходьба 20 кілометрів                    | Валерій Борчин · Росія                                                                                                   | 1:19.01          | Джефферсон Перес · Еквадор                                                                                      | 1:19.15          | Джеред Теллент · Австралія                                             | 1:19.42          |
| Ходьба 50 кілометрів                    | Алекс Швацер · Італія | 3:37.09 OR       | Джеред Теллент · Австралія                                                                                      | 3:39.27          | Денис Нижегородов · Росія                                              | 3:40.14          |
|                                         | |                  | |                  |                                                                        |                  |
| Стрибки у висоту                        | Андрій Сильнов · Росія                                                                                                   | 2,36             | Джермейн Мейсон · Велика Британія                                                                               | 2,34             | Ярослав Рибаков · Росія                                                | 2,34             |
| Стрибки з жердиною                      | Стів Гукер · Австралія                                                                                                   | 5,96 OR          | Євген Лук'яненко · Росія                                                                                        | 5,85             | Дерек Майлс · США                                                      | 5,70             |
| Стрибки у довжину                       | Ірвінг Саладіно · Панама                                                                                                 | 8,34 (-0,3 м/с)  | Ґодфрі Хотсо Макоена · Південно-Африканська Республіка                                                          | 8,24 (0,0 м/с)   | Ібрагім Камехо · Куба                                                  | 8,20 (+0,2 м/с)  |
| Потрійний стрибок                       | Нельсон Евора · Португалія                                                                                               | 17,67 (+1,1 м/с) | Філліпс Ідову · Велика Британія                                                                                 | 17,62 (+0,9 м/с) | Лівен Сендс · Багамські Острови                                        | 17,59 (+0,9 м/с) |
| Штовхання ядра                          | Томаш Маєвський · Польща                                                                                                 | 21,51            | Крістіан Кентвелл · США                                                                                         | 21,09            | Ділан Армстронг · Канада                                               | 21,04            |
| Метання диска                           | Герд Кантер · Естонія | 68,82            | Пйотр Малаховський · Польща                                                                                     | 67,82            | Віргіліюс Алекна · Литва                                               | 67,79            |
| Метання молота                          | Прімож Козмус · Словенія                                                                                                 | 82,02            | Вадим Дев'ятовський · Білорусь                                                                                  | 81,61            | Іван Тихон · Білорусь                                                  | 81,51            |
| Метання списа                           | Андреас Торкільдсен · Норвегія                                                                                           | 90,57 OR         | Айнарс Ковальс · Латвія                                                                                         | 86,64            | Теро Піткямякі · Фінляндія                                             | 86,16            |
|                                         | |                  | |                  |                                                                        |                  |
| Десятиборство                           | Браян Клей · США | 8791             | Андрій Кравченко · Білорусь                                                                                     | 8551             | Леонель Суарес · Куба                                                  | 8527             |

### Жінки
| Дисципліни                              | Золото                                                                                          | Золото              | Срібло                                                                                     | Срібло           | Бронза                                                                        | Бронза           |
| --------------------------------------- | ----------------------------------------------------------------------------------------------- | ------------------- | ------------------------------------------------------------------------------------------ | ---------------- | ----------------------------------------------------------------------------- | ---------------- |
| 100 метрів (вітер: 0,0 м/с)             | Шеллі-Енн Фрейзер · Ямайка                                                                      | 10,78               | Шерон Сімпсон · Ямайка Керрон Стюарт · Ямайка                                              | 10,98            | не вручалась                                                                  |                  |
| 200 метрів (вітер: 0,6 м/с)             | Вероніка Кемпбелл-Браун · Ямайка                                                                | 21,74               | Еллісон Фелікс · США                                                                       | 21,93            | Керрон Стюарт · Ямайка                                                        | 22,00            |
| 400 метрів                              | Крістін Огуруоґу · Велика Британія                                                              | 49,62               | Шеріка Вільямс · Ямайка                                                                    | 49,69            | Саня Річардс · США                                                            | 49,93            |
| 800 метрів                              | Памела Джелімо · Кенія                                                                          | 1.54,87             | Джанет Джепкосґей · Кенія                                                                  | 1.56,07          | Гасна Бенгассі · Марокко                                                      | 1.56,73          |
| 1500 метрів                             | Ненсі Ланґат · Кенія                                                                            | 4.00,23             | Ірина Ліщинська · Україна                                                                  | 4.01,63          | Наталія Тобіас · Україна                                                      | 4.01,78          |
| 5000 метрів                             | Тірунеш Дібаба · Ефіопія                                                                        | 15.41,40            | Месерет Дефар · Ефіопія                                                                    | 15.44,12         | Сільвія Кібет · Кенія                                                         | 15.44,96         |
| 10000 метрів                            | Тірунеш Дібаба · Ефіопія                                                                        | 29.54,66 OR         | Шелейн Фленеген · США                                                                      | 30.22,22         | Лінет Масаї · Кенія                                                           | 30.26,50         |
| 100 метрів з бар'єрами (вітер: 0,1 м/с) | Дон Гарпер · США                                                                                | 12,54               | Саллі Маклеллан · Австралія                                                                | 12,64            | Прісцилла Лопес-Шліп · Канада                                                 | 12,64            |
| 400 метрів з бар'єрами                  | Мелейн Вокер · Ямайка                                                                           | 52,64 OR            | Шіна Тоста · США                                                                           | 53,70            | Таша Денверс · Велика Британія                                                | 53,84            |
| 3000 метрів з перешкодами               | Гульнара Самітова-Галкіна · Росія                                                               | 8.58,81 WR          | Юніс Джепкорір · Кенія                                                                     | 9.07,41          | Тетяна Петрова-Архіпова · Росія                                               | 9.12,33          |
| 4×100 метрів                            | Бельгія Олівія Борле Ганна Марієн Елоді Уедраоґо Кім Геварт                                     | 42,54               | Нігерія Франка Ідоко Ґлорія Кемасуоде Галімат Ісмаїла Дамола Осайомі Аґнес Осазува (забіг) | 43,04            | Бразилія Роземар Коельйо Нето Люсімар де Моура Таісса Престі Розанжела Сантус | 43,14            |
| 4×400 метрів                            | США · Мері Вайнберг · Еллісон Фелікс · Монік Гендерсон · Саня Річардс · Наташа Гастінгс (забіг) | 3.18,54             | Ямайка Шеріка Вільямс Шеріфа Ллойд Розмарі Вайт Новлін Вільямс Боббі-Ґей Вілкінс (забіг)   | 3.20,40          | Велика Британія Крістін Огуруоґу Келлі Сатертон Мерілін Окоро Нікола Сандерс  | 3.22,68          |
|                                         |                                                                                                 |                     |                                                                                            |                  |                                                                               |                  |
| Марафон                                 | Константіна Діце-Томеску · Румунія                                                              | 2:26.44             | Кетрін Ндереба · Кенія                                                                     | 2:27.06          | Чжоу Чуньсю · Китай                                                           | 2:27.07          |
| Ходьба 20 кілометрів                    | Ольга Каніськіна · Росія                                                                        | 1:26.31 OR          | Г'єрсті Тюссе-Плетцер · Норвегія                                                           | 1:27.07          | Еліза Ріґаудо · Італія                                                        | 1:27.12          |
|                                         |                                                                                                 |                     |                                                                                            |                  |                                                                               |                  |
| Стрибки у висоту                        | Тія Геллебаут · Бельгія                                                                         | 2,05                | Бланка Влашич · Хорватія                                                                   | 2,05             | Шанте Говард · США                                                            | 1,99             |
| Стрибки з жердиною                      | Олена Ісинбаєва · Росія                                                                         | 5,05 WR             | Дженніфер Стучинські · США                                                                 | 4,80             | Світлана Феофанова · Росія                                                    | 4,75             |
| Стрибки у довжину                       | Моррен Маггі · Бразилія                                                                         | 7,04 (+0,2 м/с)     | Блессінґ Окаґбаре · Нігерія                                                                | 6,91 (+0,1 м/с)  | Челсі Гаммонд · Ямайка                                                        | 6,79 (+0,2 м/с)  |
| Потрійний стрибок                       | Франсуаз Мбанґо · Камерун                                                                       | 15,39 OR (+0,5 м/с) | Ольга Рипакова · Казахстан                                                                 | 15,11 (+0,3 м/с) | Яргеліс Савіньє · Куба                                                        | 15,05 (+0,1 м/с) |
| Штовхання ядра                          | Валері Вілі · Нова Зеландія                                                                     | 20,56               | Міслейдіс Гонсалес · Куба                                                                  | 19,50            | Ґун Ліцзяо · Китай                                                            | 19,20            |
| Метання диска                           | Стефані Браун-Трефтон · США                                                                     | 64,74               | Олена Антонова · Україна                                                                   | 62,59            | Сун Аймінь · Китай                                                            | 62,20            |
| Метання молота                          | Їпсі Морено · Куба                                                                              | 75,20               | Чжан Веньсю · Китай                                                                        | 74,32            | Мануела Монтебрюн · Франція                                                   | 72,54            |
| Метання списа                           | Барбора Шпотакова · Чехія                                                                       | 71,42               | Крістіна Оберґфелль · Німеччина                                                            | 66,13            | Голді Сеєрс · Велика Британія                                                 | 65,75            |
|                                         |                                                                                                 |                     |                                                                                            |                  |                                                                               |                  |
| Семиборство                             | Наталія Добринська · Україна                                                                    | 6733                | Гайліс Фаунтейн · США                                                                      | 6619             | Келлі Сатертон · Велика Британія                                              | 6517             |

## Медальний залік
| Місце | Країна            | Золото | Срібло | Бронза | Загалом |
| ----- | ----------------- | ------ | ------ | ------ | ------- |
| 1     | США               | 7      | 10     | 8      | 25      |
| 2     | Кенія             | 6      | 4      | 6      | 16      |
| 3     | Ямайка            | 5      | 4      | 2      | 11      |
| 4     | Росія             | 5      | 1      | 4      | 10      |
| 5     | Ефіопія           | 4      | 2      | 1      | 7       |
| 6     | Куба              | 2      | 1      | 3      | 6       |
| 7     | Бельгія           | 2      | 0      | 0      | 2       |
| 8     | Велика Британія   | 1      | 2      | 5      | 8       |
| 9     | Австралія         | 1      | 2      | 1      | 4       |
| 9     | Україна           | 1      | 2      | 1      | 4       |
| 11    | Норвегія          | 1      | 1      | 0      | 2       |
| 11    | Нова Зеландія     | 1      | 1      | 0      | 2       |
| 11    | Польща            | 1      | 1      | 0      | 2       |
| 11    | Тринідад і Тобаго | 1      | 1      | 0      | 2       |
| 15    | Бразилія          | 1      | 0      | 2      | 3       |
| 16    | Італія            | 1      | 0      | 1      | 2       |
| 17    | Камерун           | 1      | 0      | 0      | 1       |
| 17    | Чехія             | 1      | 0      | 0      | 1       |
| 17    | Естонія           | 1      | 0      | 0      | 1       |
| 17    | Панама            | 1      | 0      | 0      | 1       |
| 17    | Португалія        | 1      | 0      | 0      | 1       |
| 17    | Румунія           | 1      | 0      | 0      | 1       |
| 17    | Словенія          | 1      | 0      | 0      | 1       |
| 24    | Білорусь          | 0      | 2      | 1      | 3       |
| 25    | Нігерія           | 0      | 2      | 0      | 2       |
| 26    | КНР               | 0      | 1      | 3      | 4       |
| 27    | Франція           | 0      | 1      | 2      | 3       |
| 28    | Багамські Острови | 0      | 1      | 1      | 2       |
| 28    | Марокко           | 0      | 1      | 1      | 2       |
| 30    | Хорватія          | 0      | 1      | 0      | 1       |
| 30    | Еквадор           | 0      | 1      | 0      | 1       |
| 30    | Німеччина         | 0      | 1      | 0      | 1       |
| 30    | Японія            | 0      | 1      | 0      | 1       |
| 30    | Казахстан         | 0      | 1      | 0      | 1       |
| 30    | Латвія            | 0      | 1      | 0      | 1       |
| 30    | ПАР               | 0      | 1      | 0      | 1       |
| 30    | Судан             | 0      | 1      | 0      | 1       |
| 38    | Канада            | 0      | 0      | 2      | 2       |
| 39    | Фінляндія         | 0      | 0      | 1      | 1       |
| 39    | Литва             | 0      | 0      | 1      | 1       |